# Cima Careser
La Cima Careser (3189 m s.l.m.) è una vetta del Gruppo Ortles-Cevedale nelle Alpi Retiche meridionali. Si trova in Trentino tra la Val di Rabbi e la Val di Peio (esattamente Val de la Mare e con maggior precisione Val Venezia).

## Caratteristiche
È la terza cima lungo la cresta che parte da cima Rossa di Saént e arriva fino a cima Vallon per terminare nel gruppo Vegaia-Tremenesca. Fa dunque da spartiacque tra il torrente Rabbies (in Val di Rabbi) e il torrente Noce Bianco in Val di Peio.

## Ascensioni alla vetta
La vie più comuni sono quelle della Val di Rabbi e Val di Peio.
Nel primo caso si parte da Collér (1381 m s.l.m.), da notare il discreto dislivello da affrontare, 1808 metri. Si può comunque ridurre discretamente fino a 1600 metri usufruendo del servizio navetta del Parco nazionale dello Stelvio che consente di arrivare a malga Stablasól (1589 m s.l.m.). Il percorso si sviluppa su un facile tracciato turistico fino al Rifugio Silvio Dorigoni (2437 m), si prosegue verso est in direzione della Bocchetta di Saént (3128 m). Una volta raggiunta si svolta verso sud-est e dopo una breve e facilissima cresta spianata dalle ripetute ascensioni si raggiunge la meritevole vetta che prende il nome dal ghiacciaio sottostante (Ghiacciaio del Careser).

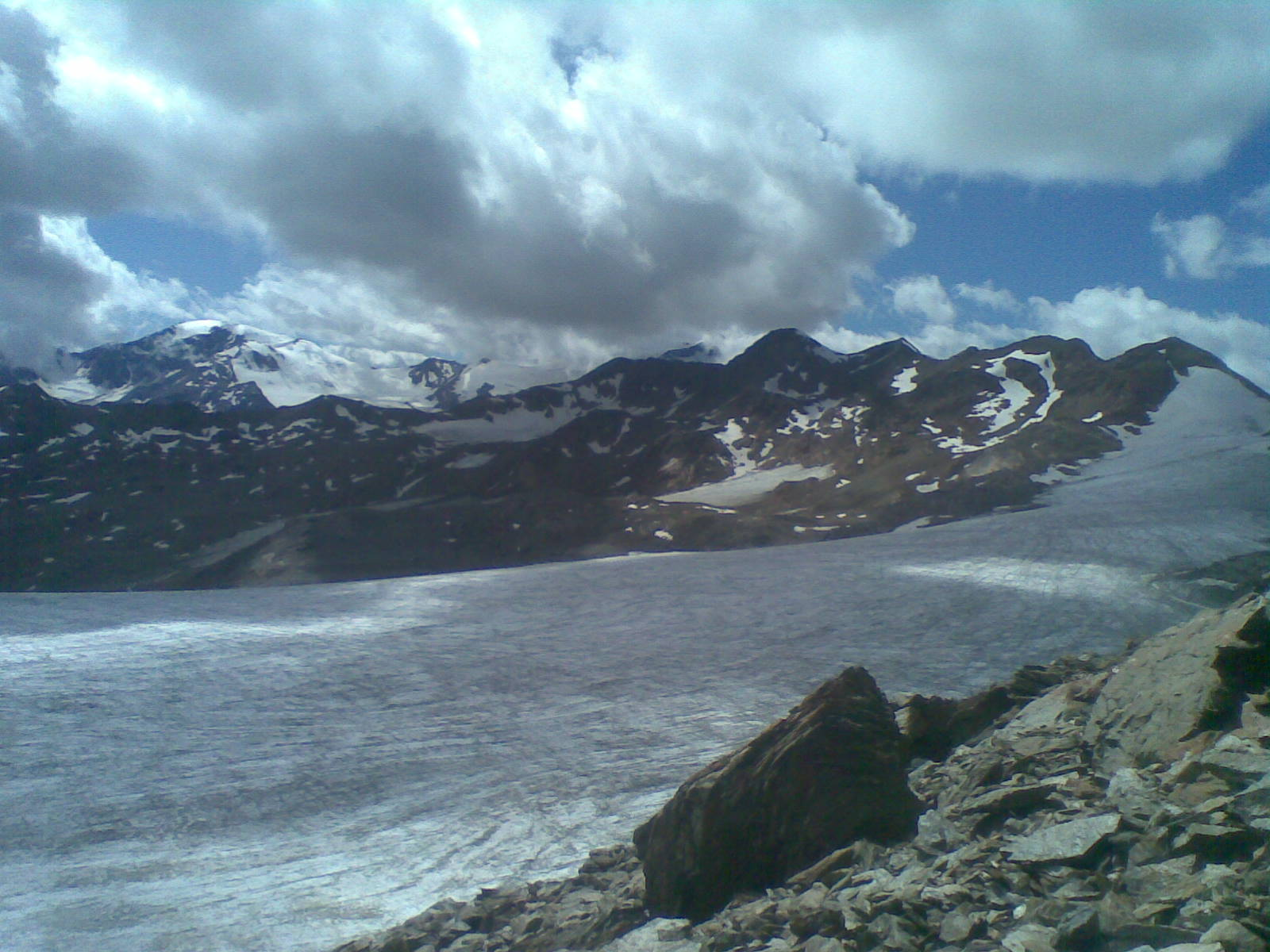
Il ghiacciaio del Careser visto da cima Careser, sullo sfondo da sinistra Palon de la Mare, monte Rosole, il Cevedale nella nebbia, le tre Venezie e cima Martello

Nel secondo caso si può partire da malga Mare in fondo alla Val della Mare, prima del pian Venezia a quota 2031 m. Da qui i percorsi possibili sono due: imboccare il sentiero più comodo (sentiero SAT 102) che dopo la prima rampa prosegue quasi pianeggiante sulle morene dei ghiacciai del Cevedale. Dopo questo comodo tratto si giunge al Rifugio Guido Larcher al Cevedale (2607 m). Da qui si sale una comoda traccia numerata in direzione est per arrivare nei pressi di lago Marmotta (circa punto d'incontro con l'altra salita). L'altra possibilità è imboccare il sentiero a est (sentiero SAT 123) e raggiungere il lago del Careser (2603 m) e proseguire lungo il comodo sentiero diretto al Rifugio Guido Larcher al Cevedale fino ad arrivare in prossimità del lago Marmotta dove si riaggancia l'altro itinerario. Da qui si prende il poco marcato sentiero SAT 104 in direzione est nord-est che impenna e prendendo quota fino a raggiungere il passo a pochi metri sotto cima Lagolungo raggiungendo il ghiacciaio del Careser. Poi fino alla Bocchetta di Saént è richiesta l'attrezzatura da ghiaccio (corda ramponi piccozza) per superare il ghiacciaio per uno sviluppo di circa quattro chilometri. Da lì, come detto in precedenza, si torna verso sud-est sulla cresta fino a raggiungere la vetta.

## Difficoltà tecniche
- dalla Val di Rabbi non ci sono rilevanti difficoltà escluso il notevole dislivello che si fa sentire soprattutto perché il tracciato dopo il Rifugio Silvio Dorigoni è generalmente sassoso e roccioso;
- tecnicamente più difficile è la salita dalla Val di Peio per il lungo sviluppo del tracciato (più di dieci chilometri a piedi e un dislivello di 1158 m) e per la necessità di usare ramponi e piccozza per superare il ghiacciaio del Careser.